# Yui horie CLIPS 2
『yui horie CLIPS 2』（ユイ・ホリエ・クリップス・ツー）は、声優・歌手の堀江由衣のミュージッククリップ（PV）を収録した映像作品である。2010年1月1日にスターチャイルド（キングレコード）からDVD（KIBM-232）とBlu-ray Disc（KIXM-15）の計2作が発売された。

## 概要
- 映像特典は、「HAPPY SNOW ノンテロップver.」、オフショット・メイキング集、SPOT集を収録する。
- Blu-ray Disc －デジタルリマスター版－でも同時に発売。
- DVDは12Pブックレットの初回特典が封入。Blu-ray Discは24Pブックレット。
- DVDの初回特製盤は外箱付・デジパック仕様。

## 収録内容

### MUSIC CLIP
1. スクランブル
作詞・作曲：スズーキタカユキ、編曲：UNSCANDAL
5thシングル「スクランブル」より（2004年10月27日発売）
  - テレビアニメ『スクールランブル』オープニングテーマ
2. マッシュルームマーチ
作詞：椎名可憐、作曲：大川茂伸、編曲：牧野信博
5thアルバム『嘘つきアリスとくじら号をめぐる冒険』より（2005年11月23日発売）
3. ヒカリ
作詞：椎名可憐、作曲・編曲：YUPA
6thシングル「ヒカリ」より（2006年5月24日発売）
  - テレビアニメ『いぬかみっ!』オープニングテーマ
4. Days
作詞：田代智一・すやまちえこ、作曲：田代智一、編曲：安藤高弘
7thシングル「Days」より（2007年5月2日発売）
  - テレビアニメ『ながされて藍蘭島』前期オープニングテーマ
5. 恋する天気図
作詞：只野菜摘、作曲・編曲：古池孝浩
8thシングル「恋する天気図」より（2007年8月17日発売）
  - テレビアニメ『ながされて藍蘭島』後期エンディングテーマ
6. ずっと
作詞：tiny*、作曲・編曲：大川茂伸
6thアルバム『Darling』より（2008年1月30日発売）
7. バニラソルト
作詞：Satomi、作曲：Funta7、編曲：中塚武
9thシングル「バニラソルト」より（2008年10月22日発売）
  - テレビアニメ『とらドラ!』前期エンディングテーマ
8. I my me
作詞・作曲：加藤有加利、編曲：川口圭太
9thシングル「バニラソルト」カップリング曲（2008年10月22日発売）
  - テレビ東京情報番組『アニソンぷらす』2008年10月度エンディングテーマ
9. silky heart
  - 作詞：Satomi、作曲：藤末樹、編曲：川口圭太

10thシングル「silky heart」より（2009年1月28日発売）
  - テレビアニメ『とらドラ!』後期オープニングテーマ
10. Love countdown
作詞・作曲・編曲：橋本由香利
10thシングル「silky heart」カップリング曲（2009年1月28日発売）
11. JET!!
作詞：あさのますみ、作曲・編曲：大川茂伸
7thアルバム『HONEY JET!!』より（2009年7月15日発売）
12. YAHHO!!
作詞・作曲：堀江由衣、編曲：大川茂伸
11thシングル「YAHHO!」より（2009年8月26日発売）
  - テレビアニメ『かなめも』エンディングテーマ

### 映像特典
1. PV各曲のオフショット・メイキング
2. テレビスポット
3. HAPPY SNOW（Non telop ver.）
作詞・作曲：雲子、編曲：神楽坂直樹
DVD『堀江由衣 クリスマスライブ 〜由衣がサンタに着がえたら〜』特典CD「HAPPY SNOW」より（2008年6月4日発売）